# Nymphalis californica
Nymphalis californica är en fjärilsart som beskrevs av Jean Baptiste Boisduval 1852. Nymphalis californica ingår i släktet Nymphalis och familjen praktfjärilar. Inga underarter finns listade i Catalogue of Life.

## Bildgalleri

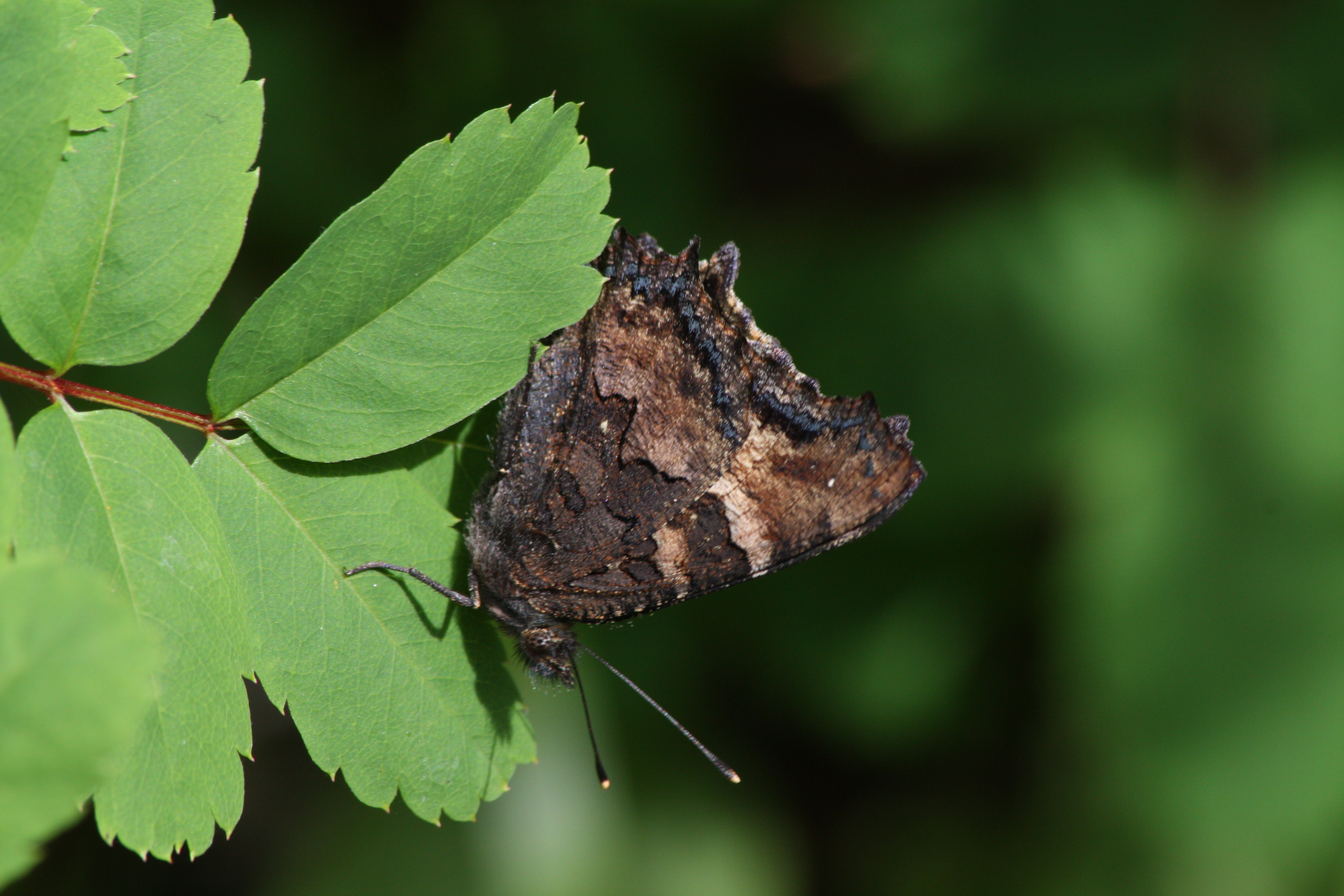
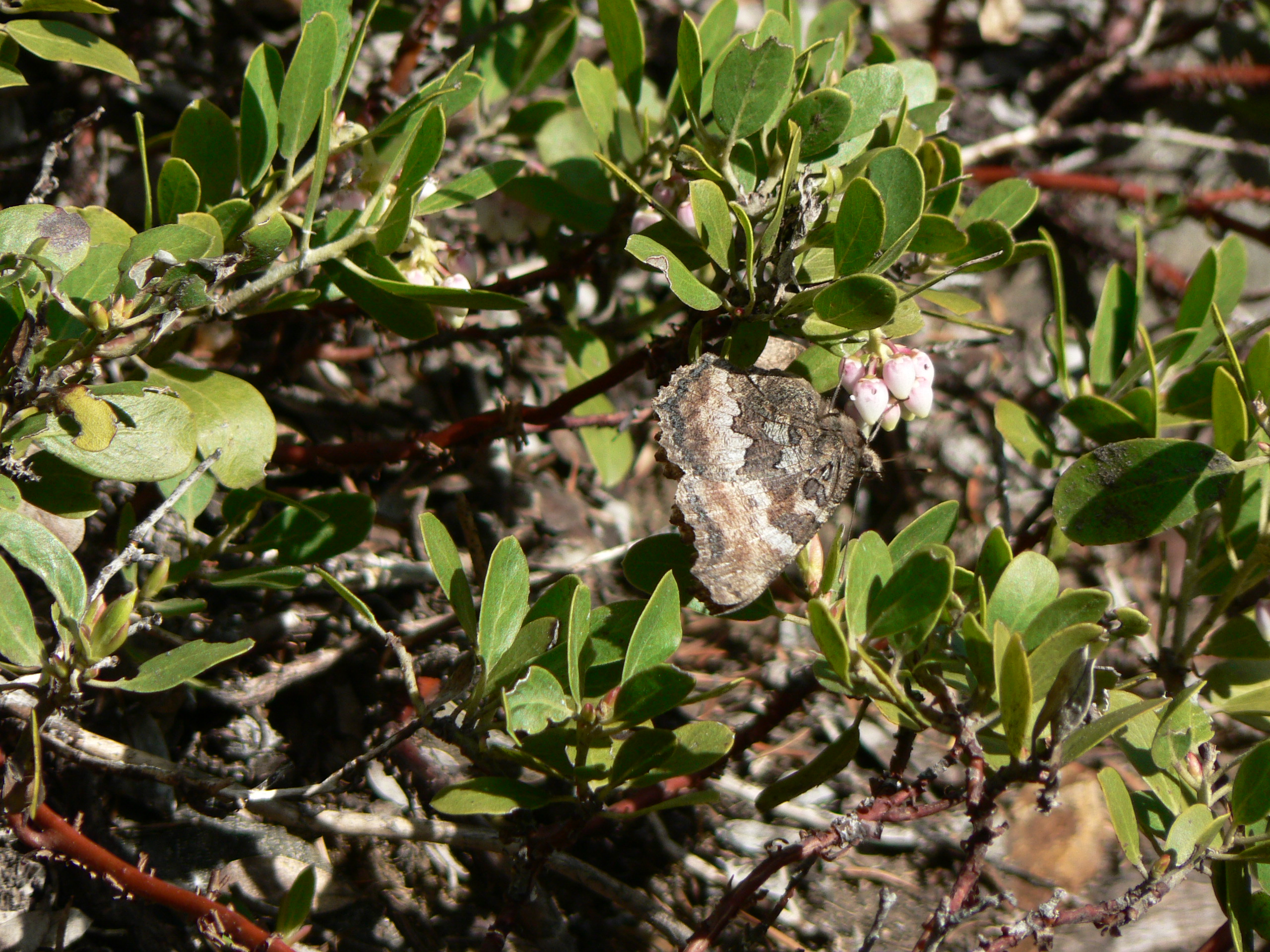